# Поченик
Поченик (словен. Počenik) — поселення в общині Песниця, Подравський регіон‎, Словенія.